# Amytis de l'Eyre
Pour les articles homonymes, voir Amytis.
Amytornis goyderi
Espèce
Statut de conservation UICN

 LC  : Préoccupation mineure
Statut CITES
L’Amytis de l'Eyre (Amytornis goyderi) est une espèce de passereaux de la famille des Maluridae.

## Répartition

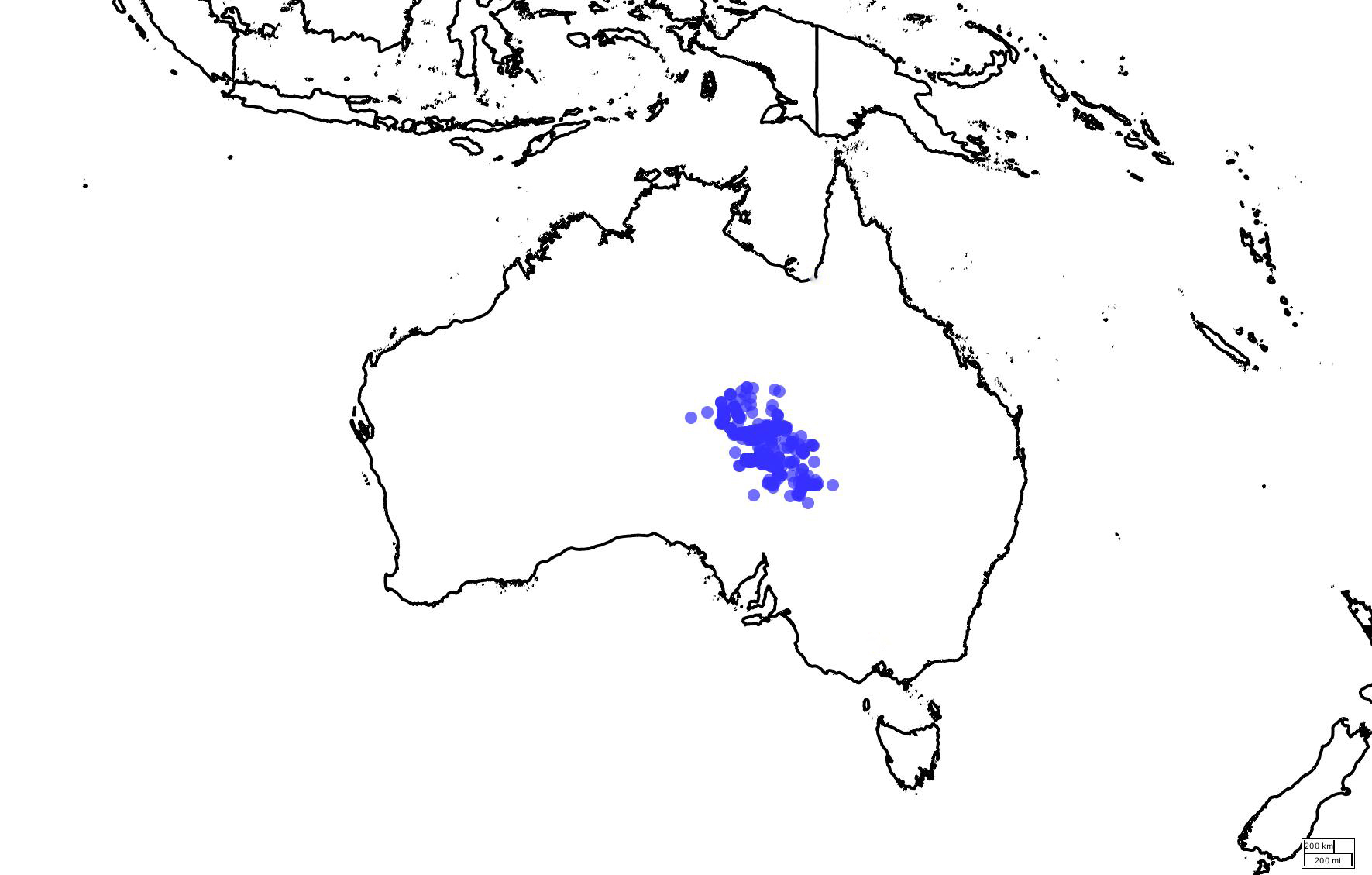
Répartition de l'espèce.

Il est endémique en Australie.

## Sous-espèces
D'après la classification de référence (version 5.2, 2015) du Congrès ornithologique international, cette espèce est monotypique (non divisée en sous-espèces).